# Hancourt
Hancourt és un municipi francès situat al departament del Somme i a la regió dels Alts de França. L'any 2007 tenia 103 habitants.

## Demografia

### Població
El 2007 la població de fet de Hancourt era de 103 persones. Hi havia 36 famílies de les quals 4 eren unipersonals (4 homes vivint sols), 16 parelles sense fills i 16 parelles amb fills.
La població ha evolucionat segons el següent gràfic:
Habitants censats

### Habitatges
El 2007 hi havia 44 habitatges, 35 eren l'habitatge principal de la família, 7 eren segones residències i 2 estaven desocupats. Tots els 44 habitatges eren cases. Dels 35 habitatges principals, 26 estaven ocupats pels seus propietaris, 8 estaven llogats i ocupats pels llogaters i 1 estava cedit a títol gratuït; 2 tenien dues cambres, 1 en tenia tres, 6 en tenien quatre i 26 en tenien cinc o més. 25 habitatges disposaven pel capbaix d'una plaça de pàrquing. A 17 habitatges hi havia un automòbil i a 16 n'hi havia dos o més.

### Piràmide de població
La piràmide de població per edats i sexe el 2009 era:
| Homes | Edats   | Dones |
| ----- | ------- | ----- |
| 0     | 95 o +  | 0     |
| 0     | 90 a 94 | 0     |
| 0     | 85 a 89 | 0     |
| 0     | 80 a 84 | 0     |
| 0     | 75 a 79 | 0     |
| 4     | 70 a 74 | 0     |
| 4     | 65 a 69 | 12    |
| 4     | 60 a 64 | 4     |
| 0     | 55 a 59 | 0     |
| 0     | 50 a 54 | 4     |
| 0     | 45 a 49 | 0     |
| 4     | 40 a 44 | 0     |
| 8     | 35 a 39 | 12    |
| 0     | 30 a 34 | 0     |
| 0     | 25 a 29 | 8     |
| 0     | 20 a 24 | 0     |
| 4     | 15 a 19 | 12    |
| 16    | 10 a 14 | 0     |
| 4     | 5 a 9   | 4     |
| 4     | 0 a 4   | 0     |

## Economia
El 2007 la població en edat de treballar era de 65 persones, 51 eren actives i 14 eren inactives. De les 51 persones actives 41 estaven ocupades (25 homes i 16 dones) i 10 estaven aturades (5 homes i 5 dones). De les 14 persones inactives 1 estava jubilada, 8 estaven estudiant i 5 estaven classificades com a «altres inactius».
Activitats econòmiques
L'únic establiment que hi havia el 2007 era d'una empresa d'hostatgeria i restauració.
L'any 2000 a Hancourt hi havia 7 explotacions agrícoles que ocupaven un total de 356 hectàrees.

## Poblacions més properes
El següent diagrama mostra les poblacions més properes.